# Chenuala heliaspis
Chenuala heliaspis (syn: Ocneria rufa) is een vlinder uit de familie Anthelidae. Het is de enige soort in het genus Chenuala.
De soort is endemisch voor Australië. De imago kent geslachtsdimorfie. De mannetjes hebben bruine voorvleugels en donkeroranje achtervleugels, de vrouwtjes zijn veel bleker. De spanwijdte is ongeveer 6 centimeter voor de mannetjes en ongeveer 7 centimeter voor de vrouwtjes.
De waardplanten komen uit de geslachten Eucalyptus, Acacia en Pinus. De harige rupsen worden tot 5 centimeter lang.